# Takuya Sonoda
Takuya Sonoda (japanisch 園田 拓也 Sonoda Takuya; * 23. November 1984 in der Präfektur Miyazaki) ist ein ehemaliger japanischer Fußballspieler.

## Karriere
Sonoda erlernte das Fußballspielen in der Universitätsmannschaft der Chūō-Universität. Seinen ersten Vertrag unterschrieb er 2007 bei Montedio Yamagata. Der Verein spielte in der zweithöchsten Liga des Landes, der J2 League. 2008 wurde er mit dem Verein Vizemeister der zweiten Liga und stieg in die erste Liga auf. Für den Verein absolvierte er 57 Ligaspiele. 2012 wechselte er zum Zweitligisten Ehime FC. Für den Verein absolvierte er 54 Ligaspiele. 2014 unterschrieb er einen Vertrag beim Ligakonkurrenten Roasso Kumamoto. Für den Verein absolvierte er 164 Ligaspiele. 2019 wechselte er zum Viertligisten FC Imabari nach Imabari. Am Ende der Saison 2019 stieg der Verein als Tabellendritter in die dritte Liga auf. Für den FC Imabari bestritt er insgesamt 72 Ligaspiele.
Am 1. Februar 2022 beendete Sonoda seine Karriere als Fußballspieler.